# Plemiona germańskie
Plemiona germańskie – plemiona należące do germańskiej grupy językowej. 
Germanie dzielili się na liczne plemiona. Ich lista jest trudna do ustalenia jako iż nie wiadomo, czy dany lud stanowił odrębne plemię, czy był jedynie częścią innej grupy. Ponadto wymienione plemiona w historii nie występowały równocześnie: najstarsze zapisane nazwy własne ludów germańskich pochodzą z II wieku p.n.e., a inne nawet z IX-X wieku n.e. Oznacza to, iż niektóre plemiona mogą występować w źródłach historycznych pod różnymi nazwami: inną u autorów starożytnych, a inną w średniowieczu.

## Najczęściej wymieniane/najważniejsze plemiona germańskie

### Germanie północni
- Danowie (Duńczycy)
- Goci skandynawscy
- Jutowie
- Swionowie

### Germanie wschodni
- Bastarnowie
- Burgundowie
- Gepidowie
- Goci
  - Ostrogoci
  - Wizygoci
- Herulowie
- Rugiowie
- Skirowie
- Wandalowie
  - Charinowie
  - Hasdingowie
  - Silingowie

### Germanie zachodni
- Alamanowie
- Anglowie
- Batawowie
- Bawarowie
- Chattowie
- Cheruskowie
- Cymbrowie
- Frankowie
  - Frankowie rypuarscy
  - Frankowie saliccy
- Fryzowie
- Hermundurowie
- Longobardowie
- Sasi
  - Lemowie
  - Nordalbingowie
- Swebowie
  - Kwadowie
  - Markomanowie
- Szwabowie
- Turyngowie